# Ouémé
Ouémé – rzeka w Beninie. Rzeka wypływa z pasma górskiego Atakora, w północno-zachodniej części kraju i płynie w kierunku południowym. W dolnym biegu Ouémé rozdziela się na dwie odnogi: zachodnią, uchodzącą do jeziora Nokoué, skąd dalej jej wody trafiają do Zatoki Beninu w rejonie Kotonu oraz wschodnią, do laguny w rejonie Porto-Novo.
Rzeka ma długość ok. 500 km, a jej głównymi dopływami są rzeki Zou i Okpara.
Brzegi Ouémé porośnięte są lasami deszczowymi. Na rzece rozwinęło się rybołówstwo, a w jej dolinie uprawiane jest proso oraz jams.